# Stephanie Beacham
Stephanie Beacham (Barnet, 28 april 1947) is een Engelse actrice.
Beacham is vooral bekend van haar rol als Iris McKay in de serie Beverly Hills, 90210. Ook met de rol als Sable Colby die zij speelde van 1985 tot 1987 in Dynasty-spin-off, The Colbys en van 1988 tot 1989 speelde ze deze rol opnieuw in Dynasty.

## Persoonlijk
Beacham werd geboren in het Engelse Barnet als dochter van een huisvrouw en een manager van een verzekeringsbedrijf, in een gezin van vier kinderen.
Kort na haar geboorte werd geconstateerd dat ze volledig doof was aan haar rechteroor omdat haar moeder tijdens haar zwangerschap waterpokken heeft gehad. Ze heeft in haar linkeroor nog 75% van haar gehoorcapaciteit.
Na het verlaten van de basisschool reisde ze naar Frankrijk om pantomime te leren bij de bekende Franse mime-speler Étienne Decroux. Daarna volgde ze een opleiding om actrice te worden aan de Royal Academy of Dramatic Art in Londen.
Aanvankelijk wilde ze dansles geven aan dove kinderen, maar ze begon haar carrière bij een modellenbureau. Daar werd ze ontdekt door een castingbureau voor televisieseries.
Beacham was tussen 1973 en 1978 getrouwd met acteur John McEnery, en zij hebben twee kinderen.
In 2008 werd er een vorm van huidkanker bij haar ontdekt. Na behandeling is zij tot op heden vrij van kanker gebleven. Beacham woont regelmatig op Malibu (Californië) en heeft ook huizen in Londen en Marokko.

## Filmografie

### Films
Uitgezonderd korte films.
- 2024 - Duchess - als Charlie
- 2023 - Grey Matter - als Peg
- 2023 - Forever Young - als Jane Green
- 2022 - Christmas in the Caribbean - als Chloe
- 2022 - Renegades - als Hartigan
- 2016 - Wild Oats - als Tammy
- 2007 - Plot 7 als Emma Osterman
- 2006 - Love and Other Disasters als Felicity Riggs-Wentworth
- 2006 - The Witches Hammer als Madeline
- 2006 - Seven Days of Grace als Dana
- 2002 - Would I Lie to You als Amaelia
- 2002 - Unconditional Love als Harriet Fox-Smith
- 2000 - Relative Values als Elizabeth
- 1996 - Wedding Bell Blues als moeder van Tanya
- 1994 - A Change of Place als Marie
- 1993 - Riders als Molly Carter
- 1993 - Foreign Affairs als Rosemary Radley
- 1992 - To Be the Best als Arabella
- 1992 - Secrets als Sabina Quarles
- 1990 - Harry and Harriet als Christine Petersen
- 1990 - The Lilac Bus als Judy
- 1989 - The Wolves of Willougbhy Chase als Letitia Slighcarp
- 1989 - Troop Beverly Hills als Vicky Sprantz
- 1985 - Connie als Connie
- 1981 - Horror Planet als Kate
- 1976 - Schizo als Beth
- 1976 - The Confessional als Vanessa Welch
- 1973 - Ego Hugo als Adele Hugo
- 1973 - And Now the Screaming Starts als Catherine Fengriffen
- 1972 - Dracula A.D. 1972 als Jessica Van Helsing
- 1972 - The Aries Computer als ??
- 1971 - The Divel's Widow als Janet Ainsley
- 1970 - The Games als Angela Simmonds
- 1969 - The Distracted Preacher als Lizzy Newberry

### Televisieseries
Uitgezonderd eenmalige gastrollen.
- 2022 - Coronation Street - als Martha Fraser - 6 afl.
- 2017 - Bucket - als Pat - 3 afl.
- 2014 - 2016 Boomers - als Maureen - 13 afl.
- 2012 - Trollied - als Lorraine - 8 afl.
- 2011 - Mount Pleasant - als tante Pam - 3 afl.
- 2009 - Coronation Street - als Martha Fraser - 21 afl.
- 2003 - 2006 - Bad Girls als Phylida Oswyn - 40 afl.
- 1996 - No Bananas als Dorothea Grant - 10 afl.
- 1991 - 1994 - Beverly Hills, 90210 als Iris Mc Kay - 8 afl.
- 1993 - 1994 - SeaQuest 2032 als dr. Kristin Westphalen - 23 afl.
- 1990 - Lucky Chances als Susan Martino - miniserie
- 1989 - 1990 - Sister Kate als zuster Kate - 19 afl.
- 1990 - Cluedo als Mrs Peacock - 6 afl.
- 1985 - 1989 - Dynasty als Sable Colby - 22 afl.
- 1987 - Napeleon and Josephine: A Love Story als Theresa Tallien - miniserie
- 1985 - 1987 - The Colbys als Sable Scott Colby - 49 afl.
- 1981 - 1982 - Tenko als Rose Millar - 19 afl.
- 1979 - I Vecchi e i Giovani als Nicolette - miniserie
- 1975 - Prometheus: The Life of Balzac als Fanny Lovell - miniserie
- 1973 - 1974 - Marked Personal als Georgina Layton - 62 afl.
- 1972 - Man at the Top als Paula Fraser - 2 afl.
- 1971 - 1972 - ITV Saturday Night Theatre als Anna Trenton - 2 afl.

- Biblioteca Nacional de España: XX1549356
- Bibliothèque nationale de France: cb141539155 (data)
- CiNii: DA13374466
- Gemeinsame Normdatei: 172732077
- International Standard Name Identifier: 0000 0001 0878 5939
- Library of Congress Control Number: no97047377
- Nationale Bibliotheek van Tsjechië: pna2009482641
- Nederlandse Thesaurus van Auteursnamen: 107996618
- Système universitaire de documentation: 113610750
- Virtual International Authority File: 22350626
- WorldCat: E39PBJk96tdrBGc6TDWb6dX8G3